# Ecuadorbrokstjärt
Ecuadorbrokstjärt (Phlogophilus hemileucurus) är en fågel i familjen kolibrier.

## Utseende
Ecuadorbrokstjärten är en relativt liten kolibri med rak näbb. Ett brett vitt halsband och ordentligt med vitt i stjärten är de tydligaste fältkännetecken. I övrigt är den grön ovan och vit under. 

## Utbredning och systematik
Fågeln förekommer lokalt bland bergsutlöpare i södra Colombia, östra Ecuador och norra Peru. Den behandlas som monotypisk, det vill säga att den inte delas in i några underarter.

## Levnadssätt
Ecuadorbrokstjärten hittas i förberg från 900 till 1300 meters höjd. Där ses den i undervegetation i skog, men besöker även kolibrimatningar.

## Status och hot
Arten har ett stort utbredningsområde, men tros minska i antal, dock inte tillräckligt kraftigt för att den ska betraktas som hotad. Internationella naturvårdsunionen IUCN listar arten som livskraftig (LC).